# كينيا كوباياشي
كينيا كوباياشي (باليابانية: こばやし けんや) هو لاعب جمباز فني ياباني، ولد في 21 أغسطس 1983.